# Piauí
Piauí är en delstat i Brasilien. Folkmängden uppgår till cirka 3,2 miljoner invånare. Huvudstad är Teresina, och en annan stor stad är Parnaíba, Piauí är Brasiliens fattigaste delstat och saknar nästan helt industrier. Delstaten är dock en av Brasiliens mest kulturrika, med över 400 arkeologiska platser och den största koncentrationen av klippmålningar i världen. Staten har 1,6% av den brasilianska befolkningen och producerar endast 0,7% av landets BNP.
Huvudstaden ligger inte utefter kusten, som alla andra kustnära delstaters huvudstäder gör. Det beror på att Piauí började koloniseras inne i landet och sedan expanderade mot kusten. Detta gör även att det är den kustdelstat som har kortast kust, med endast 66 km.